# 陶孚尹
陶孚尹（1635年—1709年），字诞先，号篮跛，又号白鹿山人，苏墅桥人。
陶尚虞之子。康熙二十二年任桐城训导。康熙二十七年告老还乡时，桐城百姓赠送毛竹鞭。康熙四十八年卒。著有《欣然堂集》。